# Svigersønnernes parti
Svigersønnernes parti eller svogerpartiet var en gruppe danske adelsmænd, grupperet omkring Christian 4.s svigersønner, især Corfitz Ulfeldt og Hannibal Sehested. Gruppen havde stor magt i Christian 4.s sidste tid og frem til 1651, hvor Frederik 3. og Rigsrådet styrtede dem.